# بيفرلي آدمز
بيفرلي آدمز (بالإنجليزية: Beverly Adams)‏ مواليد ( 7 نوفمبر 1945) ممثلة و مؤلفة أمريكية مواليد كندا ظهرت في عدة أدوار ضيف في مسلسل تلفزيوني في الستينيات ، بما في ذلك دور في مسلسل دكتور كيلدير التلفزيوني. تم اختيارها لبرنامج المواهب الجديدة في كولومبيا بيكتشرز وتم توقيعها على عقد حيث ظهرت في العديد من مسلسلات سكرين جيمز التلفزيونية والعديد من الأفلام ، بما في ذلك دور لوفي كرافيزيت في أفلام مات هيلم بطولة دين مارتن.

## روابط خارجية
- بيفرلي آدمز على موقع IMDb (الإنجليزية)
- بيفرلي آدمز على موقع أول موفي (الإنجليزية)
- بيفرلي آدمز على موقع قاعدة بيانات الفيلم (الإنجليزية)